# 연희궁주
연희궁주(延禧宮主, 생몰년 미상)는 고려 시대의 왕족이다. 명종과 광정태후 김씨의 첫째 딸이다. 연희궁공주(延禧宮公主)라고도 한다.

## 생애

### 가계
언제 태어났는지는 명확하지 않으며, 고려의 제19대 왕인 명종과 그 왕비 광정태후 김씨의 첫째 딸이다. 성은 왕, 본관은 개성이다. 의종과 신종 등의 조카이며, 강종과는 친남매간이다. 또 희종에게는 친사촌인 동시에 장모가 된다.
연희궁주의 모후 광정태후는 종실 강릉공 왕온의 딸로, 의종의 정비 장경왕후와 신종의 정비 선정태후와는 친자매간이다. 따라서 장경왕후와 선정태후는 연희궁주의 백모, 숙모이자 이모이다.

### 공주 시절
1173년(명종 3년) 음력 4월 25일 동생(수안궁주)과 정식으로 공주에 책봉되어 그 호를 연희궁공주(延禧宮公主)라고 하였다.
이후 연희궁주는 1179년(명종 9년) 종실 영인후 왕진과 혼인하였다. 혼인 이후 연희궁주의 삶에 대해서는 남아있는 기록이 없어 자세히 알 수 없다. 호는 연희궁주(延禧宮主) 또는 연희궁공주(延禧宮公主)이다.

## 가족 관계
연희궁주의 남편 영인후 왕진은 처음에 영인백으로 봉해졌다가 후에 영인후로 진봉되었다. 왕진은 현종의 아들 평양공의 후손으로, 신안백 왕성의 아들이다. 학문을 좋아했다고 한다. 왕진은 1220년(고종 7년) 음력 10월 27일 사망하였으며, 사후 숙의(肅懿)의 시호를 받았다.
왕진은 딸을 하나 두었으며, 이 딸은 희종의 왕비 성평왕후이다.
- 조부: 제17대 인종(仁宗, 1109~1146, 재위:1122~1146)
- 조모: 인종 제3비 공예왕후(恭睿王后, 1109~1183)
  - 부왕: 제19대 명종(明宗, 1131년~1202년, 재위:1170년~1197년)
- 외조부 : 강릉공 왕온(江陵公 王溫, ?~1146)
  - 모후: 명종 제1비 광정태후(光靖太后, 생몰년 미상)
    - 오빠: 제22대 강종(康宗, 1152~1213, 재위:1211~1213)
      - 조카: 제23대 고종(高宗, 1192~1259, 재위:1213~1259)

    - 동생: 수안궁주(壽安宮主, ?~1199)

  - 시아버지: 신안백 왕성(信安伯 王珹, ?~1178)
    - 남편: 영인후 왕진(寧仁候 王稹, ?~1220)
      - 장녀 : 희종 제1비 성평왕후(成平王后, ?~1247)
        - 손녀, 조카며느리 : 고종 제1비 안혜왕후(安惠王后, ?~1232)

  - 백부, 이모부 : 고려 제18대 왕 의종(毅宗, 1127~1173, 재위:1146~1170)
  - 백모, 이모 : 의종 제1비 장경왕후(莊敬王后, 생몰년 미상)
  - 숙부, 이모부 : 고려 제20대 왕 신종(神宗, 1144~1204, 재위:1197~1204)
  - 숙모, 이모 : 신종 제1비 선정태후(宣靖太后, ?~1222)
    - 사촌, 사위 : 고려 제21대 왕 희종(熙宗, 1181~1237, 재위:1204~1211)

## 연희궁주가 등장한 작품
- 《무인시대》(KBS, 2003년~2004년, 배우:오수민)